# John Burgee

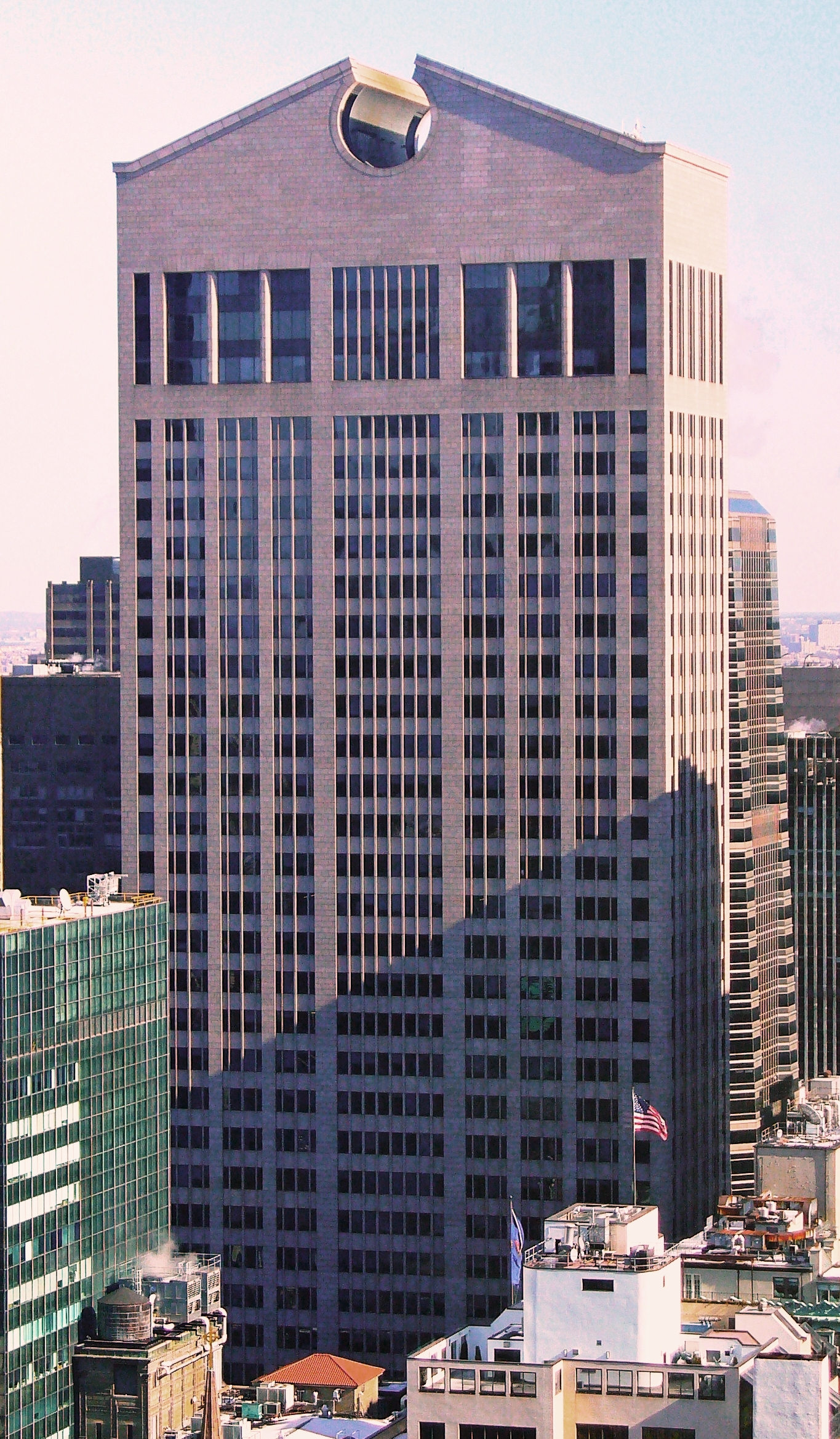
Le bâtiment Sony de New York.

John Burgee, né le 28 août 1933 à Chicago, est un architecte américain connu pour sa contribution à l'architecture postmoderne. Il a été le partenaire de Philip Johnson de 1967 à 1991, créant ensemble la société en nom collectif Johnson/Burgee Architects. Leurs collaborations historiques inclus le Pennzoil Place à Houston et le bâtiment Sony de New York. La société tombe en faillite en 1991, mettant prématurément un terme à la carrière de Burgee. Il est désormais à la retraite, et réside en Californie.

## Vie et carrière
John Burgee est diplômé de l'École d'architecture de l'université Notre-Dame-du-Lac en 1956, a siégé au conseil d'administration de l'université de 1988 jusqu'en 2006, quand il a été nommé administrateur émérite, et au conseil consultatif de l'architecture de l'école dès 1982. Il a également siégé au conseil d'administration de l'Architectural League of New York, au Lenox Hill Hospital, à l'université Columbia pour le programme « Sciences du développement immobilier », à la Parsons The New School for Design, en tant qu'amis du district historique de l'Upper East Side, et était le co-président du Comité architectural de la statue de la Liberté. Burgee a été président et chairman de The Institute for Architecture and Urban Studies.

## Johnson/Burgee Architects

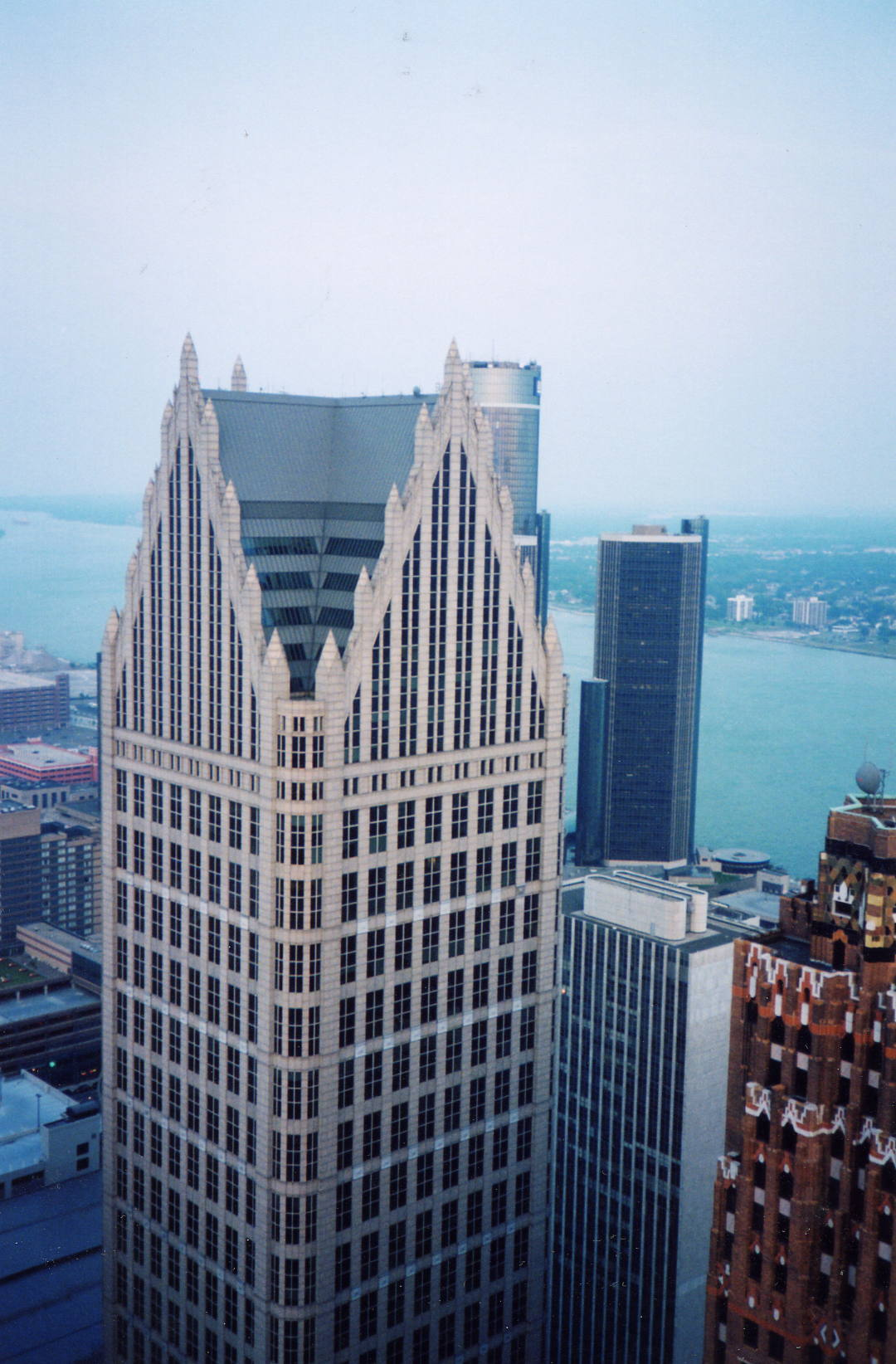
La tour Comerica de Détroit.

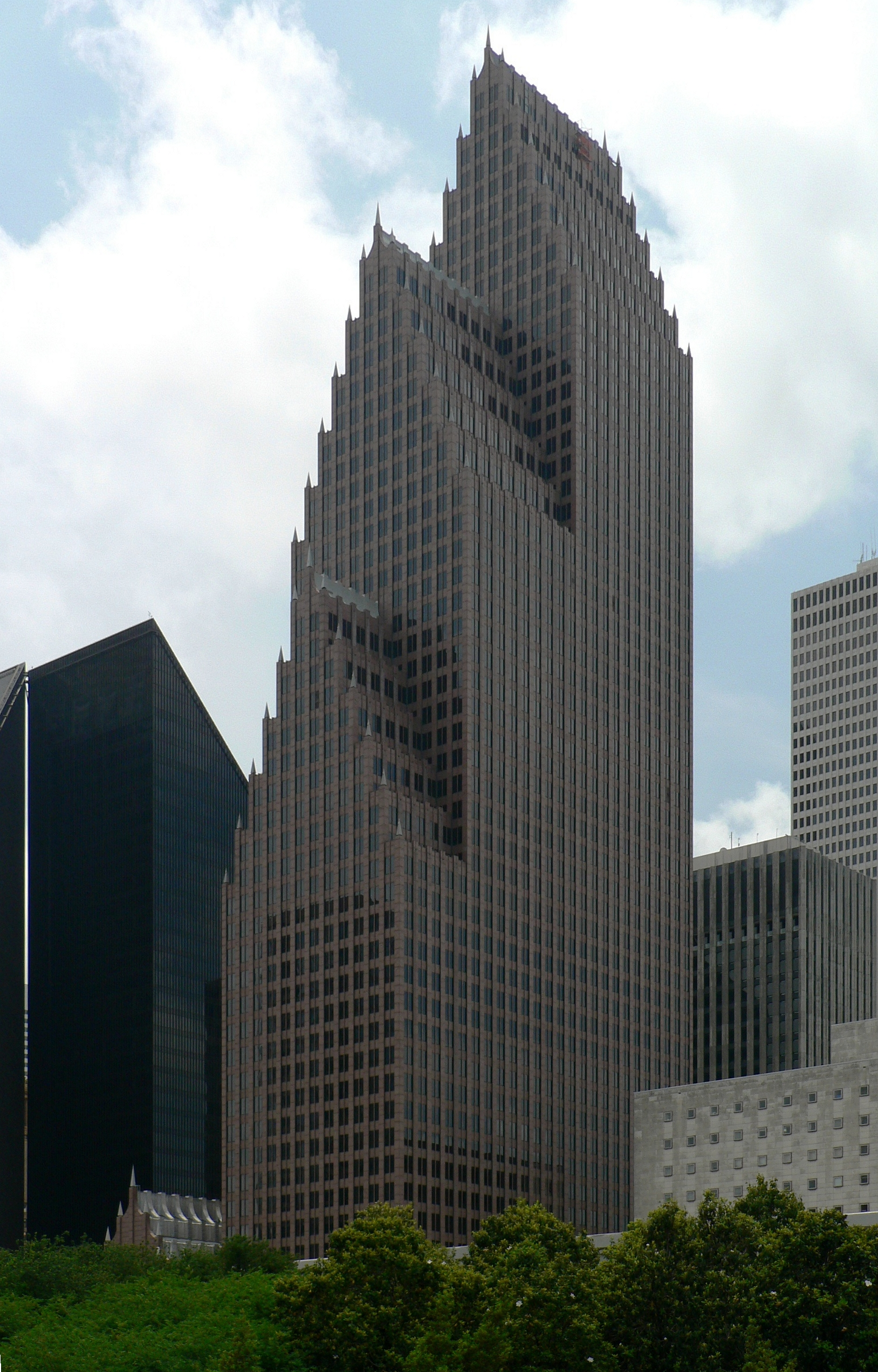
La Bank of America Center de Houston.

John Burgee et Philip Johnson établissent leur entreprise Johnson/Burgee in Manhattan en 1968, John en est le directeur, et ils collaborent sur la conception de plusieurs bâtiments. En 1984, Raj Ahuja, ayant été un associé dans la firme depuis 15 ans, est fait partenaire à part entière. Deux ans plus tard, ils déménage leur bureau dans le Lipstick Building de New York qu'ils ont dessiné. La même année, Burgee négocie une diminution des parts de Johnson, celui-ci reste toutefois consultant. En 1988, il demande le renvoi d'Ahuja. En 1991, Johnson quitte également le bureau, à la demande de Burgee. Peu après, l'entreprise tombe en faillite, ce qui met un certain frein à la carrière de John Burgee,.
Leurs collaborations inclus:
- 1969 – Le master plan pour Roosevelt Island dans l'East River, New York [4]
- 1973 – Le Niagara Falls Convention and Civic Center (transformé en casino et hôtel), Niagara Falls (New York)
- 1973 – La station de métro de la 49e rue (reconstruction) à Manhattan, New York[5]
- 1974 – La Morningside House dans le Bronx, New York[6]
- 1974 – Le Fort Worth Water Gardens, Fort Worth, Texas
- 1974 – Le Neuberger Museum of Art, Université d'État de New York, Purchase (New York)
- 1974 – L'Air India Building, Mumbai, India[7]
- 1975 – Le Pennzoil Place, Houston, Texas
- 1976 – La reconstruction de l'intérieur d'Avery Fisher Hallà Manhattan, New York[8]
- 1980 – Le numéro 1001 de Fifth Avenue (building à appartements) à Manhattan, New York[9]
- 1983 – La Bank of America Center, Houston, Texas
- 1983 – La Williams Tower, Houston, Texas
- 1984 – Le One PPG Place, Pittsburgh
- 1984 – Le bâtiment Sony à Manhattan, New York[10]
- 1986 – 33 Maiden Lane, Manhattan, New York City[11]
- 1986 – Le Lipstick Building, no 885 de la Troisième Avenue à Manhattan, New York[12]
- 1986 – Le Tycon Center, comté de Fairfax, Virginie
- 1987 – 190 South LaSalle Street, Chicago[13]
- 1987 – La Comerica Bank Tower, Dallas, Texas
- 1987 – Le One Atlantic Center (IBM Building), Atlanta
- 1989 – 500 Boylston Street, Boston
- 1989 – Le Puerta de Europa, Madrid
- 1989 – Le Museum of Television and Radio, Manhattan, New York City[14]
- 1990 – 191 Peachtree Tower, Atlanta
- 1993 – L'AEGON Center, Louisville, Kentucky

## Prix et récompenses
- 1978: AIA Award pour le Pennzoil Place
- 1983: Doctor Honoris Causa en génie civil de l'Université Notre-Dame-du-Lac
- 1984: Chicago Architecture Award, Conseil de l'AIA de l'Illinois
- 2004: Orlando T. Maione Award pour distinguer sa contribution à la Notre Dame School of Architecture[15]

## Galerie

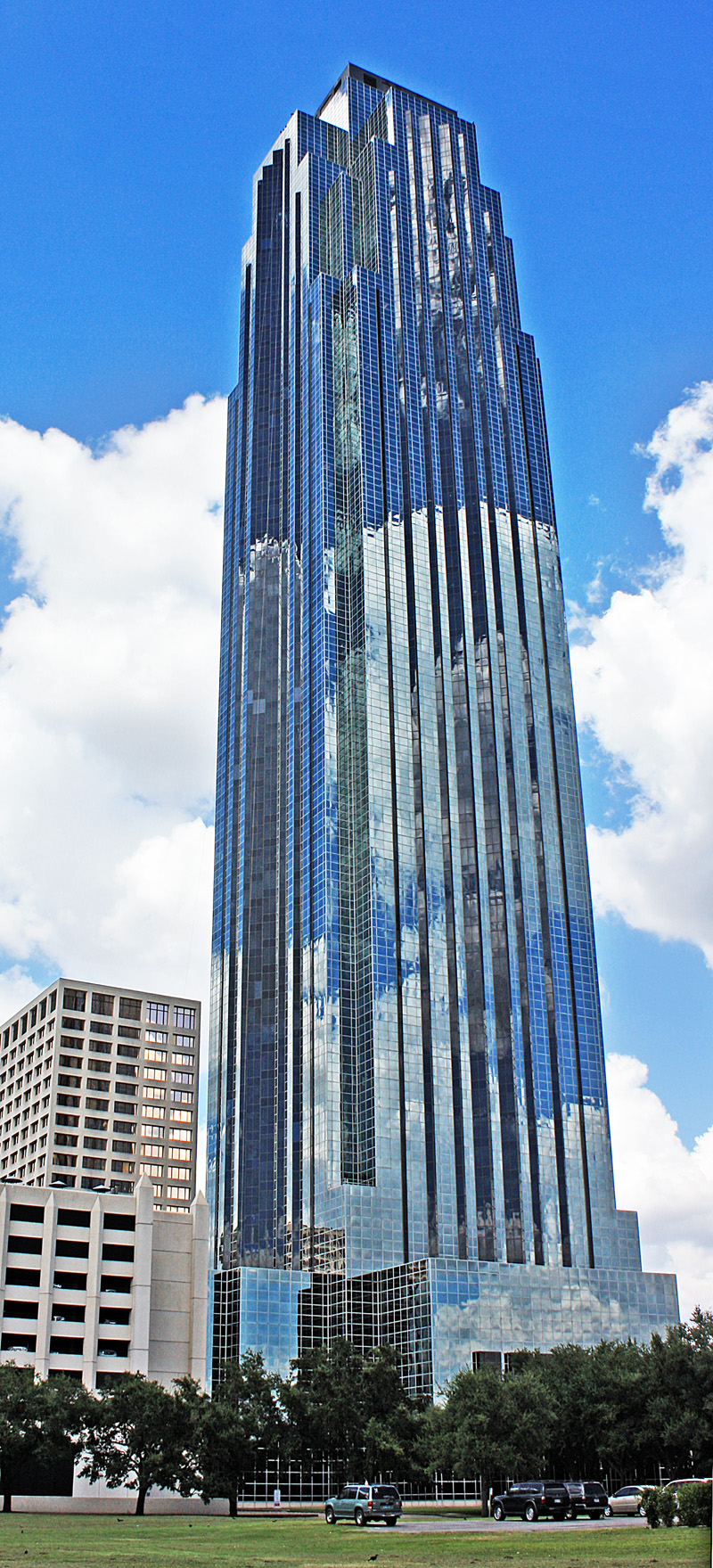
La Williams Tower John Burgee Houston, États-Unis
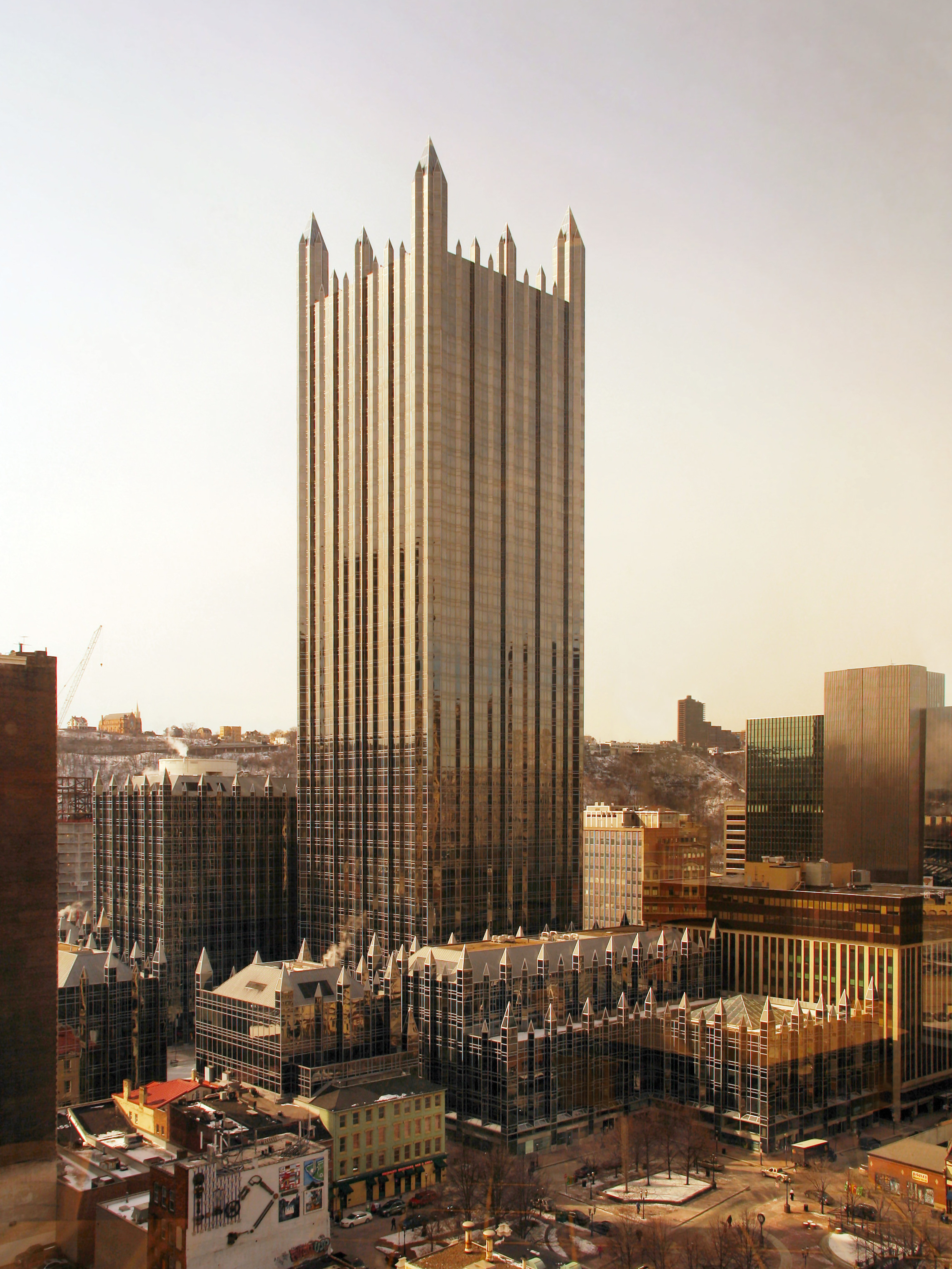
One PPG Place John Burgee Pittsburgh, États-Unis
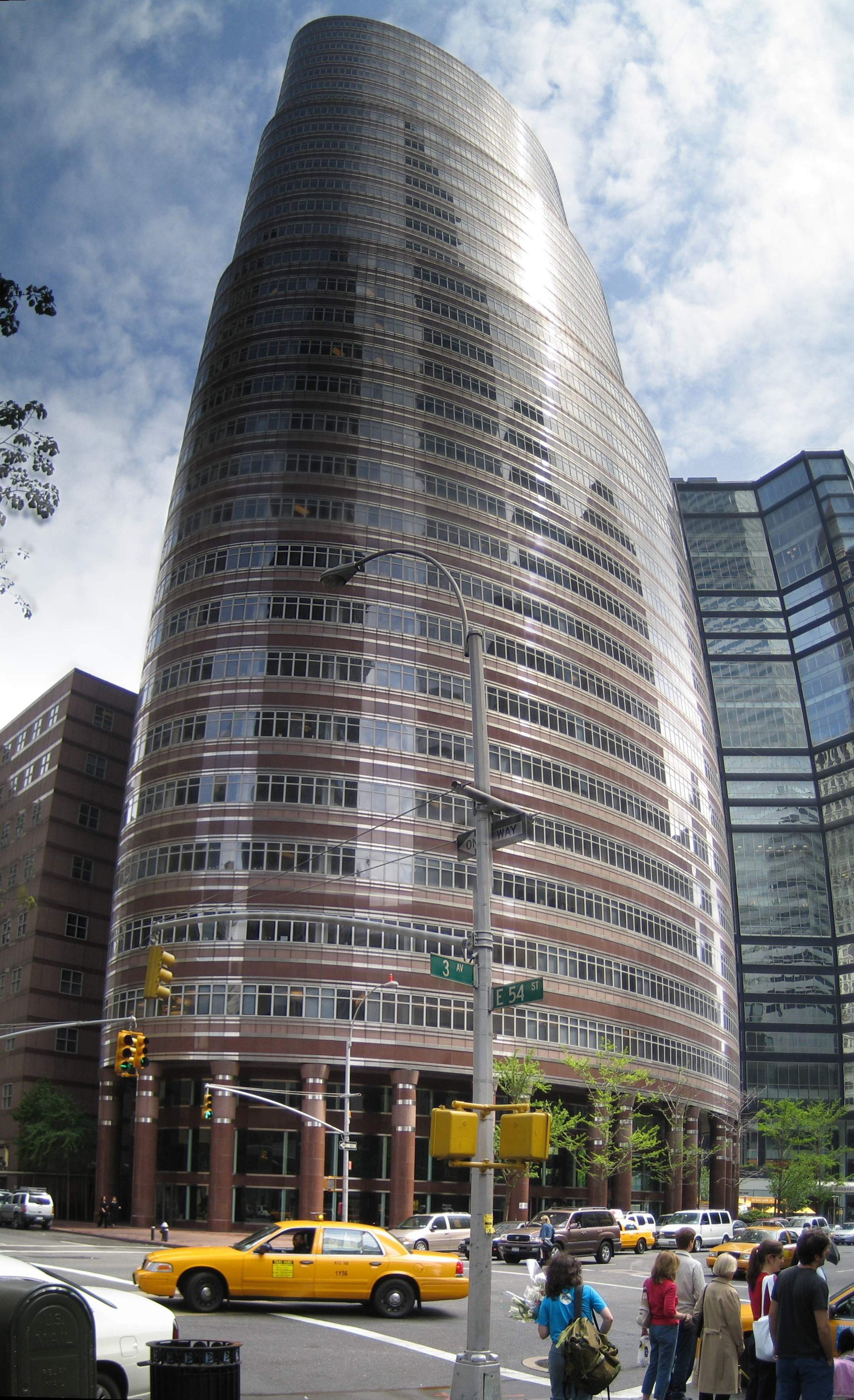
Lipstick Building John Burgee New York, États-Unis
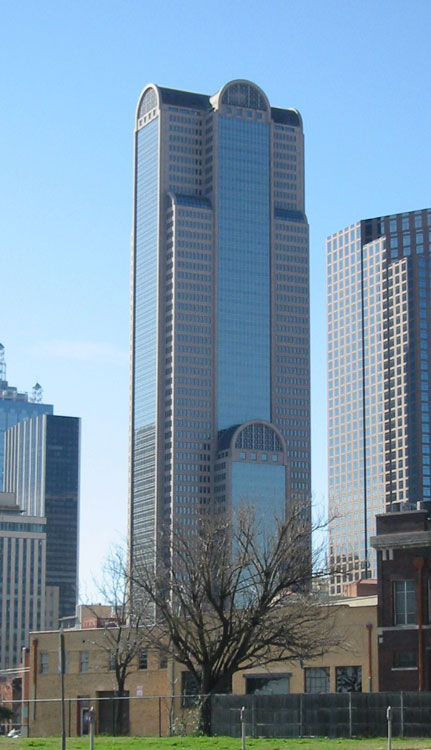
La Comerica Bank Tower John Burgee Dallas, États-Unis
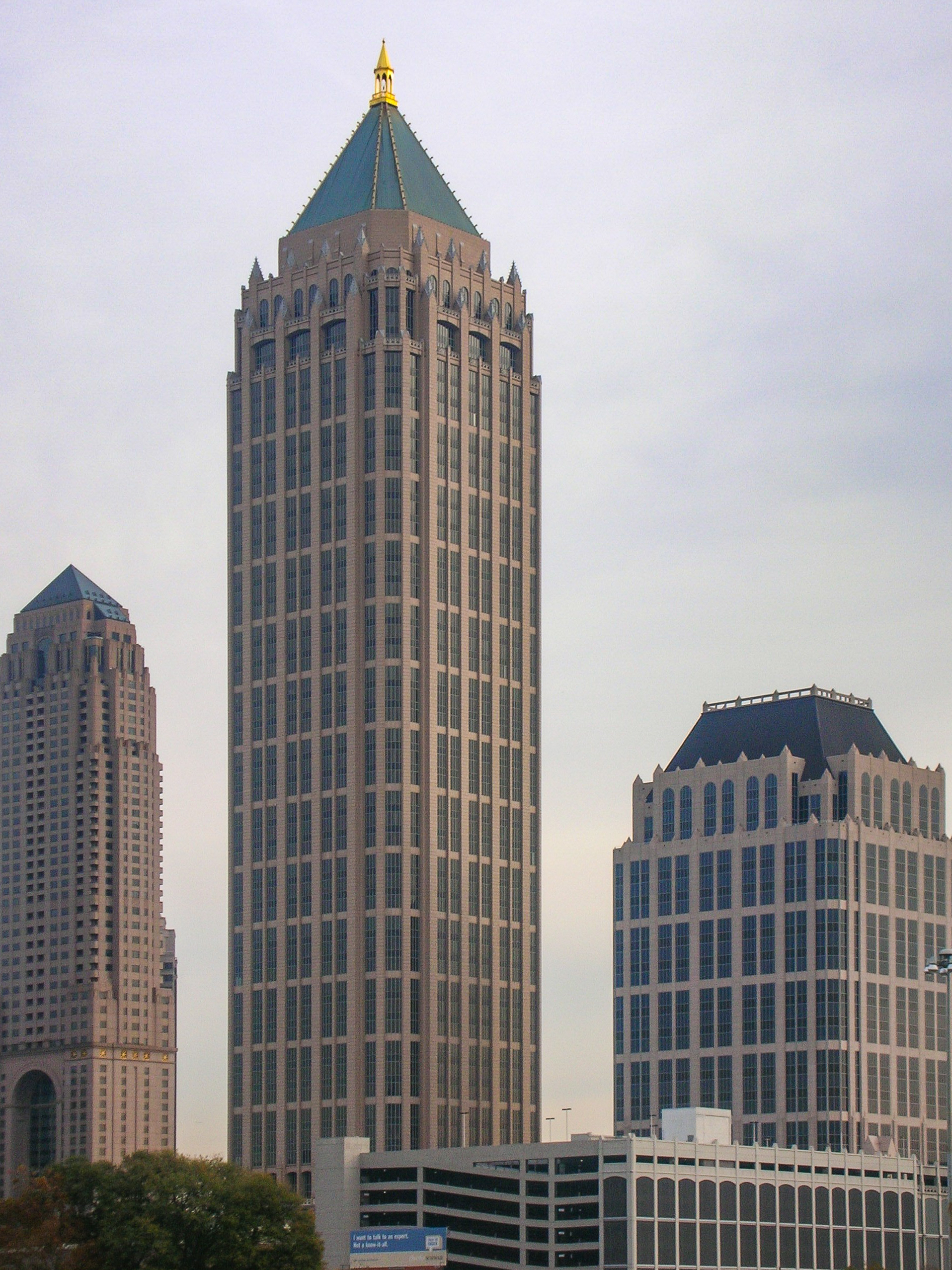
Le One Atlantic Center (IBM Tower) John Burgee Atlanta, États-Unis
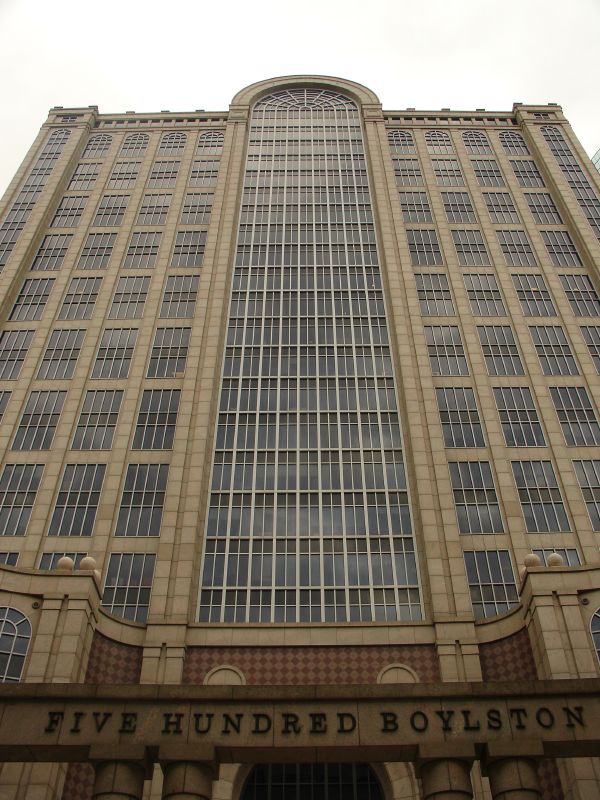
500 Boylston Street John Burgee Boston, États-Unis
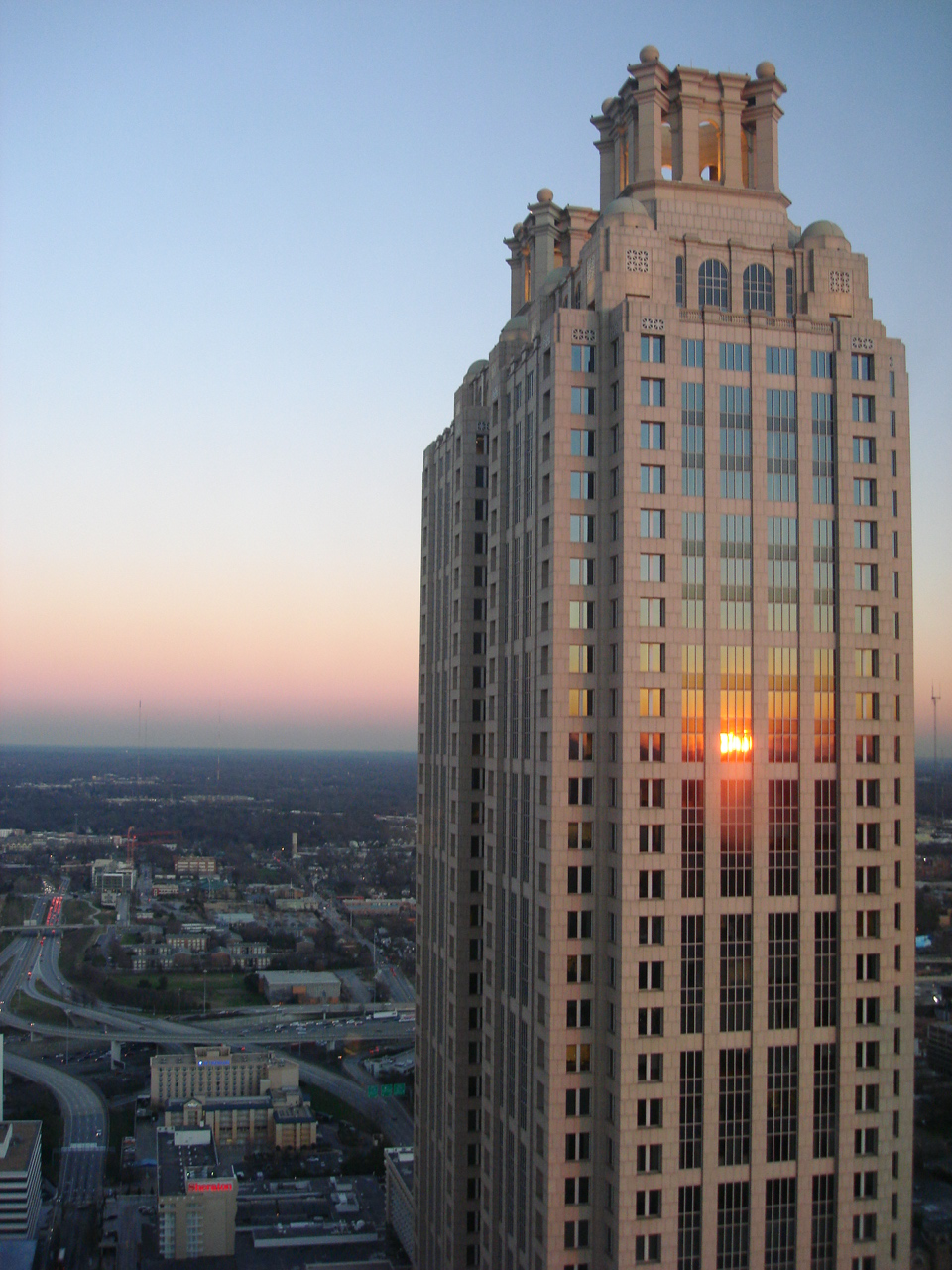
La 191 Peachtree Tower John Burgee Atlanta, États-Unis
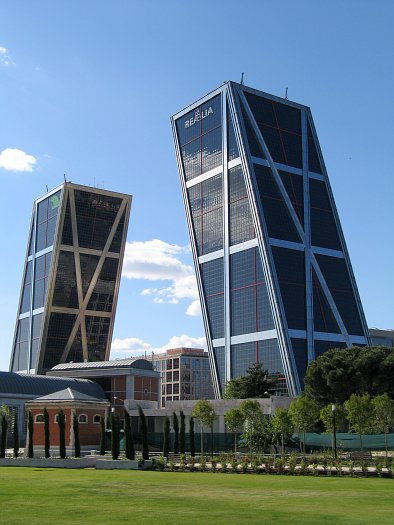
Puerta de Europa John Burgee Madrid, Espagne
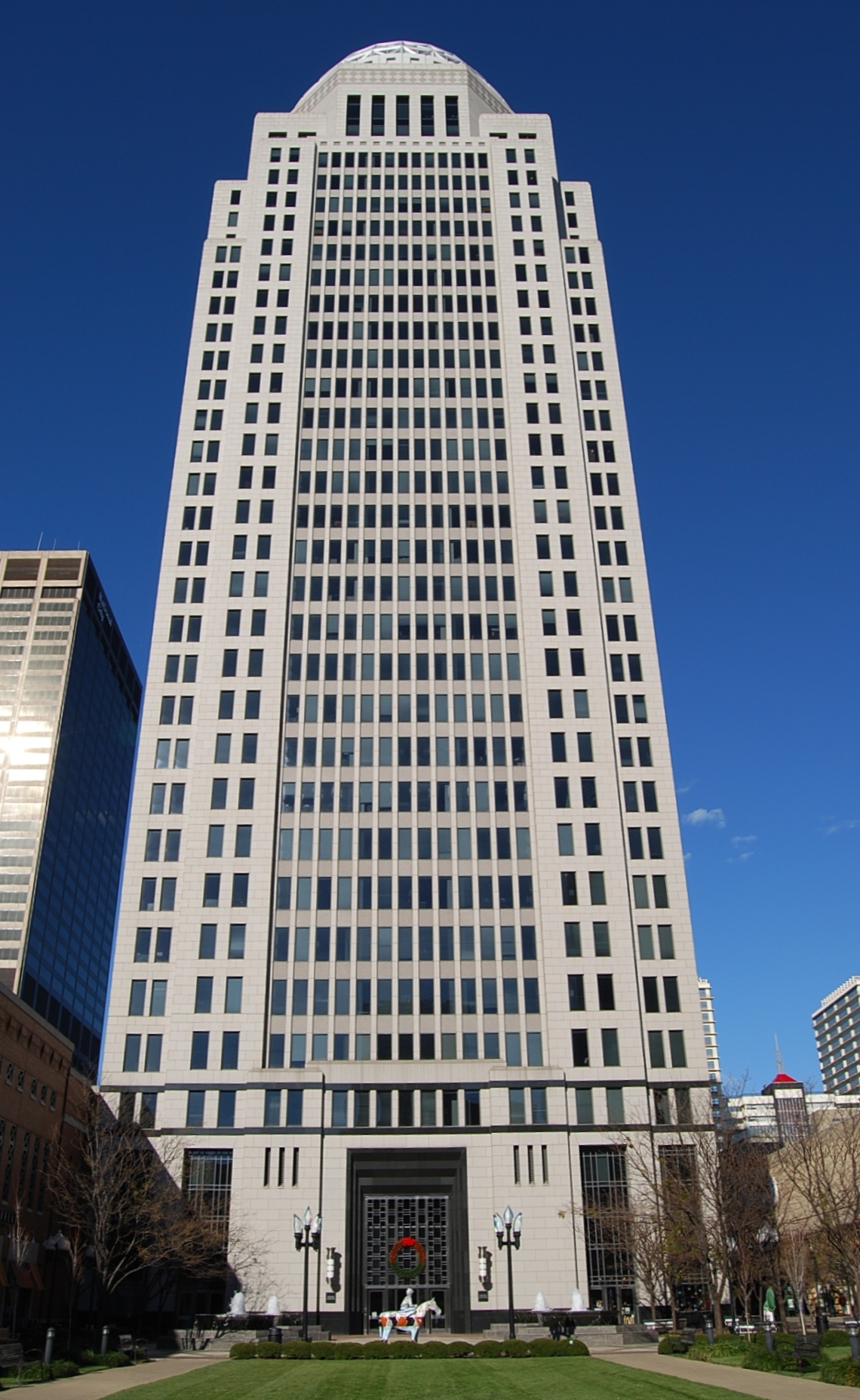
500 Boylston Street John Burgee Louisville, États-Unis
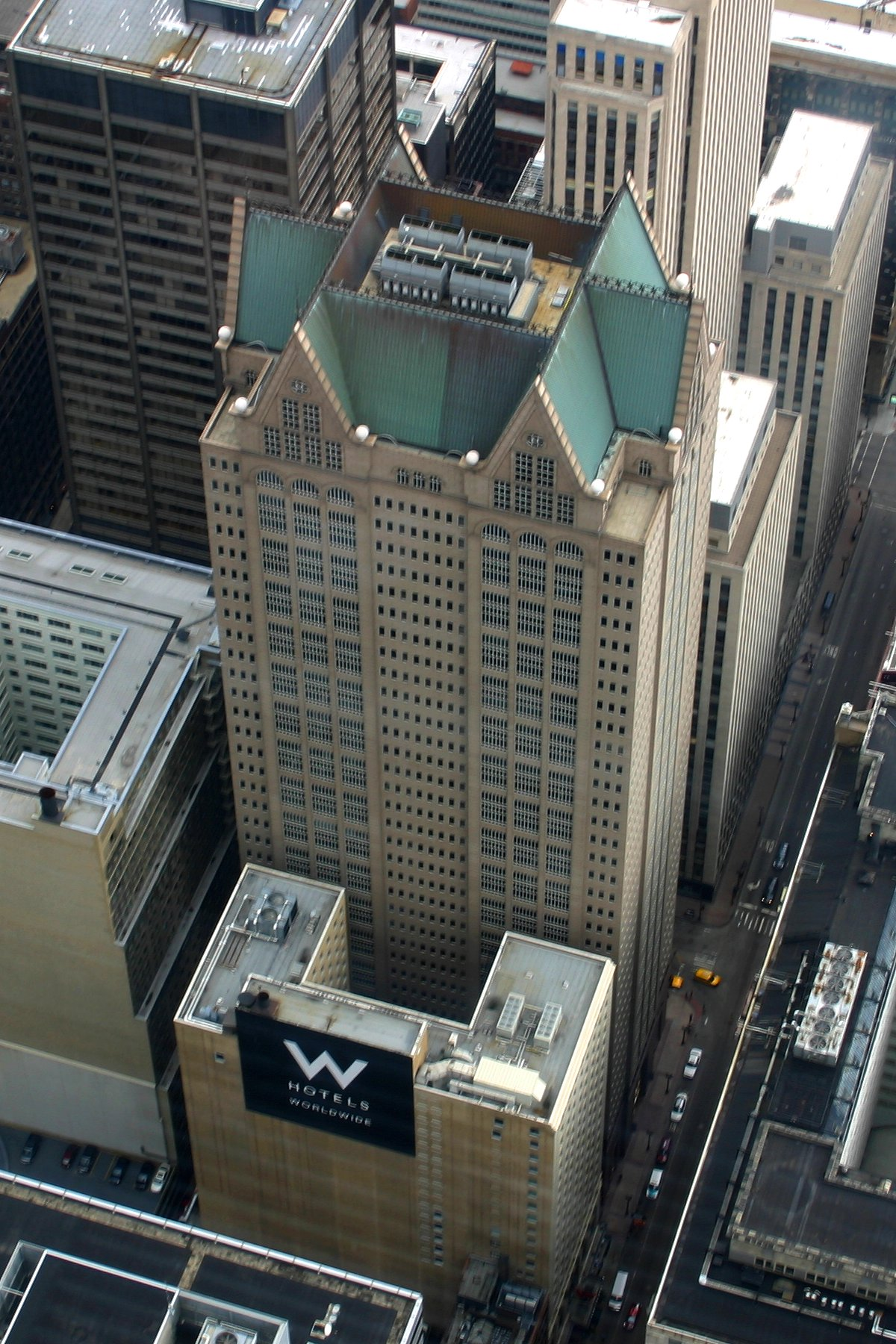
190 South LaSalle Street John Burgee Chicago, États-Unis
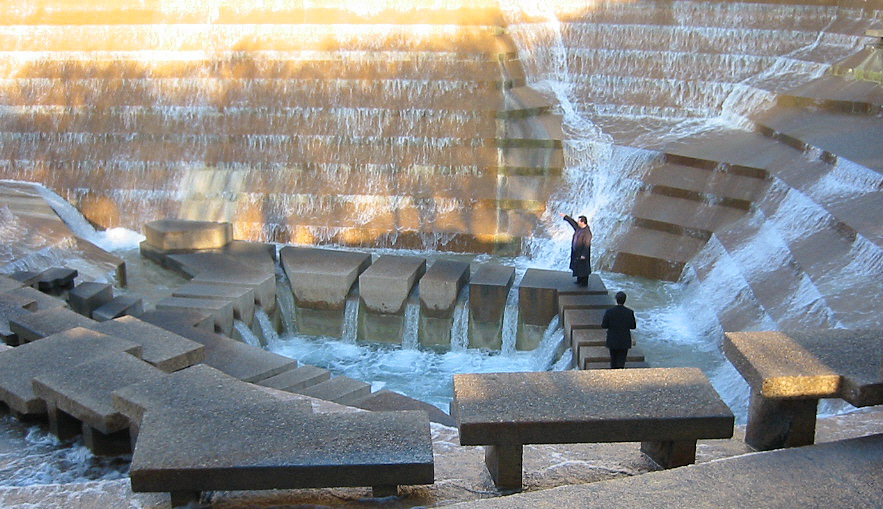
Water Gardens John Burgee Fort Worth, États-Unis
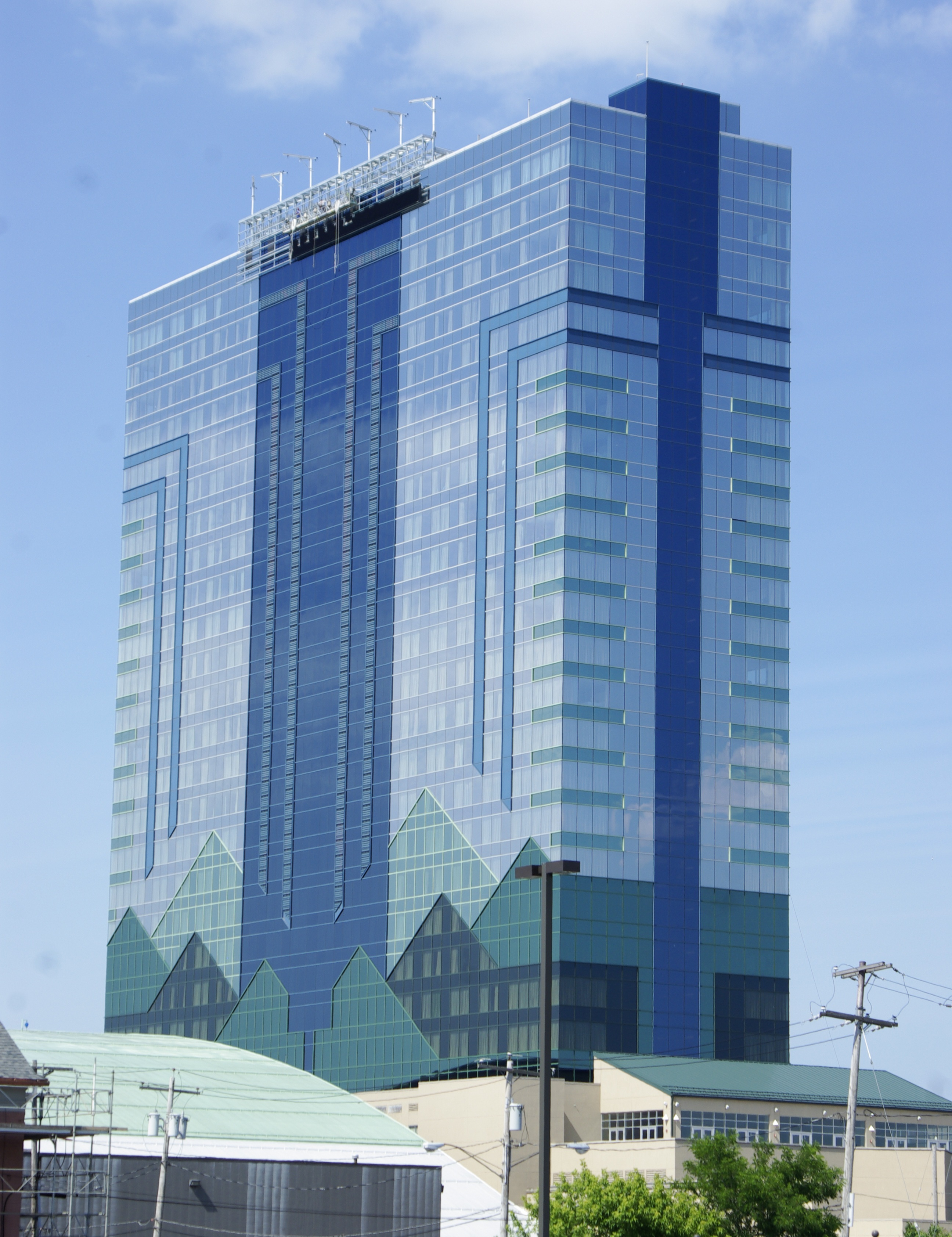
Seneca Niagara Casino Tower John Burgee Niagara Falls, États-Unis